# Saltator masqué
Saltator cinctus
Espèce
Statut de conservation UICN

 LC  : Préoccupation mineure
Le Saltator masqué (Saltator cinctus) est une espèce d'oiseaux de la famille des Thraupidae.

## Description
Cet oiseau mesure environ 21 cm de longueur pour une masse de 43 à 53 g.

## Répartition
Cet oiseau vit en Colombie, en Équateur et au Pérou.

## Habitat
Cet oiseau peuple les forêts humides de montagne.

## Systématique
Cette espèce est monotypique.